# Хамилкар Барка
Хамилкар Барка (270. п. н. е. -228. п. н. е.) је био картагињански генерал и државник. Познат је као Ханибалов отац и вешт командант и стратег.
Картагињани су због Ханонове неспособности да води војску Хамилкара именовали за новог команданта. Имао је на располагању 70 слонова и 10.000 плаћеника са којима је кренуо у походе. 

## Битка на реци Багради
Када је Хамилкар прешао преко реке Баграде морао је да се суочи са великом војском која је била близу. У близини се налазио град, у коме су најамници имали 10.000 војника, а из Утике је дошло 15.000 војника и сукобили се на реци Багради. Побуњеници су мислили да се Картагињани налазе у замци. Хамилкар Барка је напред распоредио слонове, иза њих коњицу, па лаконаоружане и на крају хоплите. Наредио је да се пред непријатељем повуку и да након тога обрну бојни распоред. Непријатељ је помислио да се Картагињани повлаче у страху, па су кренули за њима коњицом. Када се коњица нашла пред хоплитима морала је да се повуче и да улеће и прави метеж у властитим редовима. За њима је ишла картагињанска војска у бојном поретку и лако су победили војску која је била разбијеног бојног поретка. Око 6.000 Либијаца је погинуло,а 2.000 је заробљено док су остали побегли. Након тога Хамилкар Барка је освојио мост на реци Багради и неколико градова.

## Непобедив на Сицилији
Истакао се током Првог пунског рата 247. п. н. е., када преузима главну команду над Сицилијом у доба кад је острво било потпуно у рукама Римљана. Искрцава се на северозападном делу Сицилије са малом плаћеничком војском и заузима важну позицију на једном врху крај Палерма. Не само да је одолијевао свим нападима, него је изводио нападе све до обала југа Италије.
Године 244. п. н. е. помиче своју армију на сличну позицију на обронцима Монт Ерикса, одакле је могао подржавати опседнути гарнизон у граду Дрепане (Трапане). По одредбама мира из 241. п. н. е. непобедиве снаге Хамилкара Барке могу напустити Сицилију без предаје.

## Плаћенички рат
Вративши се у Африку, његове трупе започињу рат зван Плаћенички рат, када им Хамилкарови противници одбијају да исплате оно што им је било обећано. Дотад су ти плаћеници били држани под Хамилкаровом личном командом и под обећањем добре плате. Картагина се плаћеничким ратом нашла у тешкој ситуацији. Влада није имала друге него да Хамилкара Барку стави на чело војске.
Користећии лични утицај и на плаћенике и на околна афричка племена, као и моћном стратегијом успева да угуши побуну 237. п. н. е.

## Освајања по Шпанији
После тога успеха, Хамилкар Барка је био изузетно популаран, да противници нису могли спречити његов успон скоро до самовлашћа.
Да би компемзирао губитак Сицилије и Сардиније у Првом пунском рату он регрутира и тренира нову армију, коју води на своју властиту одговорност у експедицију у Шпанију 236. п. н. е. У Шпанији намерава да створи нову империју и нову базу, одакле ће једном кренути у кампању освете против Рима.

## Значај
Током осам година оружјем и дипломатијом осигурао је велике територије у Шпанији, али прерана смрт (228. п. н. е.) спречава га да заврши освајања.
Хамилкар је био далеко изнад свих у Картагини и војно и дипломатски и по патриотизму. У томе га је надмашио само син Ханибал, којега је задојио мржњом према Риму и тренирао га да постане његов наследник.
Понекад га замењују са другим Хамилкаром, исто генералом из Картагине.